# Onopordum macracanthum
Onopordum macracanthum é uma espécie de planta com flor pertencente à família Asteraceae. 
A autoridade científica da espécie é Schousb., tendo sido publicada em Kongel. Danske Vidensk.-Selsk. Skr. 1: 198. 1800.

## Portugal
Trata-se de uma espécie presente no território português, nomeadamente em Portugal Continental.
Em termos de naturalidade é nativa da região atrás indicada.

## Protecção
Não se encontra protegida por legislação portuguesa ou da Comunidade Europeia.